# 조동희 고가
조동희 고가는 전북특별자치도 김제시 만경읍 만경리에 있다. 2018년 3월 9일 김제시의 향토문화유산(기념물) 제4호로 지정되었다.